# Shōji

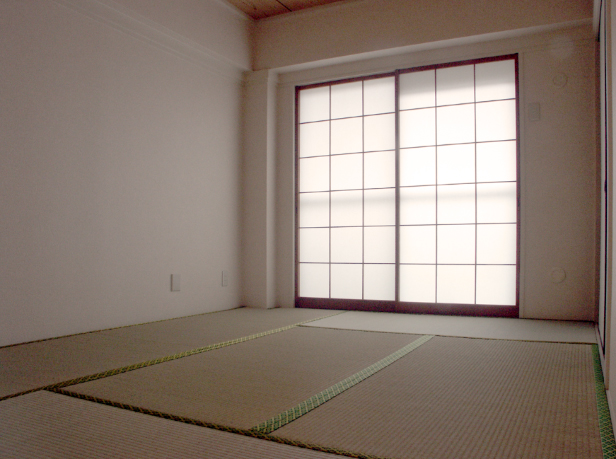
Japanskt rum med tatamigolv och shōjidörr.

En shōji (障子?) är en träram täckt av genomskinligt washipapper som används som dörr eller avgränsare inom japansk arkitektur. Shōjidörrar är oftast byggda för att skjutas i sidled eller vikas på mitten när dessa öppnas, för att spara utrymme gentemot en dörr med gångjärn. Dessa dörrar används både i traditionella japanska hus och västerländska hus, men särskilt i rum i japansk stil, washitsu. 